# Ain't That News!
Ain't That News! är den amerikanske trubaduren Tom Paxtons andra studioalbum, utgivet 1965. Albumet är producerat av Paul A. Rothchild och gavs ut på skivbolaget Elektra Records.
När skivbolaget Elektra Records återutgav Ain't That News! 2001 parades albumet ihop med Paxtons första studioalbum Ramblin' Boy på en CD.

## Låtlista
Samtliga låtar skrivna av Tom Paxton 
1. "Ain't That News" - 1:36
2. "The Willing Conscript" - 2:35
3. "Lyndon Johnson Told the Nation" - 3:01
4. "Hold on to Me Babe" - 3:14
5. "The Name of the Game Is Stud" - 2:01
6. "Bottle of Wine" - 2:24
7. "The Natural Girl for Me" - 2:38
8. "Goodman, Schwerner and Chaney" - 2:44
9. "We Didn't Know" - 2:24
10. "Buy a Gun for Your Son" - 2:33
11. "Every Time" - 3:12
12. "Georgie on the Freeways" - 3:11
13. "Sully's Pail" - 3:14
14. "I'm the Man That Built the Bridges" - 2:49